# Rafko Irgolič
Rafko Irgolič, slovenski glasbenik, * 29. december 1933, Radlje ob Dravi.
Nastopil je na prvem festivalu Slovenska popevka leta 1962 na Bledu. Izvedel je prekrasen šanson Sivi zidovi starega mesta, a žal ostal brez nagrade. V času zlate dobe slovenske popevke je spadal med najbolj prepoznavne slovenske glasbene izvajalce. Med njegovimi najbolj znanimi pesmimi so Moj črni konj, Jaham spet v Kolorado, Deček s planine, Moja dolina in Bonanza, po istomenski televizijski nadaljevanki.. 
Snemal je zabavno in narodnozabavno glasbo. Veliko je sodeloval z glasbenikom in urednikom Borisom Kovačičem ter Francem Korbarjem.